# Oklopna bojna GOMBR
Oklopna bojna GOMBR postrojba je bila u sastavu Gardijske oklopno-mehanizirane brigade. Bila je jedna od najznačajnijih manevarskih postrojbi GOMBR-a. Smještena u Đakovu, nastala je od oklopne bojne 3. gardijska oklopno-mehanizirana brigada u čijem su pak sastavu bile oklopne postrojbe 3. gardijske brigade "Kune" i 5. gardijske brigade "Sokolovi". Iako nije deklarirani sljednik nijedne ratne postrojbe, Oklopna bojna svoje korijene ipak vuče iz elitnih postrojbi Hrvatske vojske, o tome svjedoči podatak da je gotovo 70 posto djelatnika Oklopne bojne ima ratno iskustvo, a više od 15 posto u Bojnu ih je ušlo u posljednjih pet godina.
U svom sastavu Oklopna bojna je imala dvije tenkovske te po jednu mehaniziranu, zapovjednu i logističku satniju. Ova postrojba GOMBR-a, osim tenkovima M-84, bila je naoružana i s BVP M-80A, kojima je osnovna namjena prijevoz mehaniziranog pješaštva i potpora tenkovskim postrojbama, a imala i specijalna vozila za izvlačenje i popravak oklopnih vozila te velik broj motornih vozila za opskrbu postrojbe potrebnim sredstvima. Posljednjim preustrojem brigade (2020.g.) bojna je prestala postojati; tenkovske satnije su postale dio Tenkovske bojne "Kune", a mehanizirana satnija dio 1. mehanizirane bojne "Sokolovi".